# KONIX
Konix Interactive est une marque française d’accessoires gaming créée en 1986 appartenant à Innelec Multimedia. Konix Interactive propose des produits high-techs et gaming sur PC et sur consoles (Switch, Xbox et Playstation).

## Histoire
Konix Interactive fut créée au cours des années 1980 au Royaume-Uni et se fait connaître grâce à sa manette de jeu Konix Speedking qui deviendra la référence sur Nintendo, Amiga, Atari et PC à la fin de cette décennie.
Konix Interactive annonce en 1989 l’arrivée d’un nouveau produit, la Konix Multisystem, une console intégrant une manette trois-en-un capable de se convertir en volant, guidon et manche d’avion. Faute d’investisseurs, la console ne verra jamais le jour.
En 1993 la marque est rachetée par Denis Thebaud.
En 2011, Konix Interactive revient sur le marché en lançant une gamme d’accessoires gaming pour des consoles de l’époque comme la Nintendo 3DS. La même année, Konix Interactive crée la marque Fiji, une gamme d’accessoires avec des produits comme des enceintes Bluetooth, des protèges écrans et des housses pour tablette.
En 2015, Konix Interactive lance la marque Drakkar qui s’adresse exclusivement aux joueurs PC en leurs proposant des accessoires gaming dédiés (claviers, souris, tapis de souris, etc.).
En 2017, la nouvelle marque Mythics se destine aux joueurs de consoles (Nintendo Switch, PS4, PS5, Xbox One, Xbox Series, etc.).
En 2018, les premiers produits sous licence voient le jour à la suite d’un partenariat entre Konix Interactive et le jeu World of Tanks.
En 2019, Konix ajoute à son catalogue de licences la Fédération Française de Football (FFF), Les Lapins Crétins et les All Blacks.
En 2020, la marque Unik est créée, proposant des accessoires pour Nintendo Switch, des accessoires audios et des produits dérivés aux touches colorées sur le thème des licornes.
En 2021, la marque continue de se développer et signe un partenariat avec trois nouvelles licences : Naruto, My Hero Academia et UFC.
Konix Interactive assure sa distribution dans 16 pays à travers le monde : Afrique du Sud, Algérie, Allemagne, Australie, Autriche, Belgique, Côte d'Ivoire, Espagne, France, Italie, Luxembourg, Maroc, Portugal, Royaume-Uni, Suisse, Tunisie.

## Produits
La marque Konix Interactive conçoit et vend plus de 200 accessoires gaming et produits dérivés en lien avec l’univers gaming et la pop culture :
- PC : claviers gaming (mécaniques, semi-mécaniques et à membranes), casques gaming et écouteurs, supports de casques, écrans, bureaux gaming, fauteuils gaming, manettes, souris gaming et tapis de souris.
- Consoles de salon : casques gaming et écouteurs, protection et transport, cordons et bases de charge, appuie-pouces et lunettes anti-lumière bleue.
- Consoles portables : casques gaming et écouteurs, protection et transport (verres trempés, housses, sacoches, coques et supports), cordons et bases de charge, manettes et appuie-pouces.
- Produits dérivés : sac à dos, mugs, dessous de verres et casquettes